# Juuru
Juuru è un comune rurale dell'Estonia centrale, nella contea di Raplamaa. Il centro amministrativo è l'omonimo borgo (in estone alevik).

## Geografia antropica
Oltre al capoluogo, il comune comprende 11 località (in estone küla): Atla, Härgla, Helda, Hõreda , Jaluse, Järlepa, Kalda, Lõiuse, Mahtra, Maidla, Orguse, Pirgu, Sadala and Vankse.